# ビッグ・ピクチャー 顔のない逃亡者
『ビッグ・ピクチャー 顔のない逃亡者』（ビッグピクチャーかおのないとうぼうしゃ、L'homme qui voulait vivre sa vie）は2010年のフランスのドラマ映画。英題は『The Big Picture』。米国の作家ダグラス・ケネディの1997年の小説『ビッグ・ピクチャー』を原作とし、舞台をフランスに翻案した作品である。フランス語の原題を直訳すると「自分の人生を生きたかった男」。
日本では劇場未公開だが、WOWOWで2012年10月21日に『ビッグ・ピクチャー』のタイトルで放送された。

## ストーリー
パリのエリート弁護士ポールは妻サラと2人の子供の4人で郊外で暮らしている。子煩悩なポールは傍目には幸せに見えるが、妻との関係はぎくしゃくしている。そんなある日、ポールはサラが隣人の売れない写真家グレゴワールと不倫関係にあることを知る。ポールとの離婚を考え、サラが家を出て行くと、ポールはグレゴワールに会いに行く。グレゴワールはサラとの関係をあっさり認める。カッとなったポールははずみでグレゴワールを死なせてしまう。途方に暮れたポールは、愛する2人の子を「殺人犯の子」にしないために、グレゴワールに成り済まし、代わりに自分はヨットの事故で亡くなったことにする。
偽装工作が成功し、グレゴワールとして別の人生を歩もうとやって来た東欧の某国で、ふとしたことから出会った初老の男バルトロメの口利きによって、ポールは写真家として新聞社と契約することになる。するとポールの写真は瞬く間に注目を集め、写真家として成功を収めることになる。しかし、それは姿を隠さなくてはならないポールを危険な状態に追い込むものとなる。切羽詰まったポールは、南米に向う船に乗り込む。ところが、船員たちの喧嘩で何人かが海に投げ捨てられる様子を目撃してしまったために、ポールは海に放り出される。船員が密かに落とした救命ボートで九死に一生を得たポールは、南米の地に降り立ち、密かに持ち出した船上での事件を写した写真を、共に助かった船員を通じてメディアに売り込む。

## キャスト
- ポール・エグズベン: ロマン・デュリス - パリのエリート弁護士。
- サラ・エグズベン: マリナ・フォイス（フランス語版） - ポールの妻。作家志望。
- バルトロメ: ニエル・アレストリュプ - 「ベオグラード新報」主筆。飲んだくれ。
- グレゴワール・クレメール: エリック・リュフ（フランス語版） - サラの不倫相手。売れない写真家。
- イヴァナ: ブランカ・カティッチ（フランス語版） - バルトロメの同僚。ポールと愛し合うようになる。
- アンヌ・ダマゾ: カトリーヌ・ドヌーヴ - ポールの弁護士事務所の所長。